# Värmlandslav
Värmlandslav (Erioderma pedicellatum) är en lavart som först beskrevs av Auguste-Marie Hue och som fick sitt nu gällande namn av Per Magnus Jørgensen. 
Värmlandslav ingår i släktet Erioderma och familjen Pannariaceae. IUCN kategoriserar arten globalt som akut hotad. Enligt den svenska rödlistan är arten nationellt utdöd i Sverige. Arten har tidigare förekommit i Svealand men är numera lokalt utdöd. Artens livsmiljö är skogslandskap och våtmarker.

## Bildgalleri

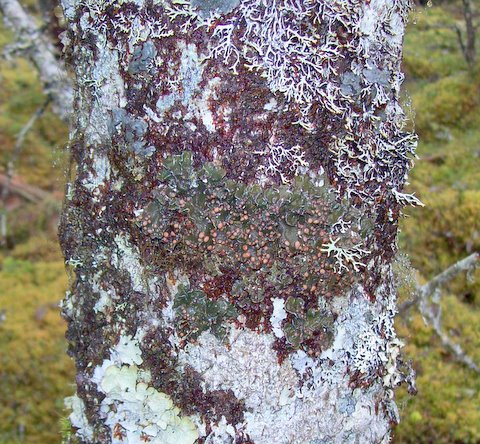